# Gideon Levy
Gideon Levy (em hebraico:  גדעון לוי, Tel-Aviv, 2 de junho de 1953) é um jornalista e escritor israelense. Levy escreve artigos de opinião e uma coluna semanal para o jornal Haaretz que muitas vezes se concentram na ocupação israelense dos territórios palestinos. Levy ganhou prémios pelos seus artigos sobre os direitos humanos nos territórios ocupados por Israel. Em 2021, ele ganhou o principal prêmio de jornalismo de Israel, o Prêmio Sokolov.

## Biografia
Entre 1978 e 1982, Gideon Levy foi conselheiro de Shimon Peres.
Como jornalista, foi correspondente de guerra do Ha'aretz em Sarajevo, durante a Guerra dos Bálcãs.
Muito crítico em relação à política do governo de Israel em relação aos territórios ocupados, Levy publica semanalmente, na sua coluna Twilight Zone, uma crônica sobre violações de direitos civis dos palestinos. Seu tema preferencial é a denúncia do recurso sistemático à violência, por parte do governo de Israel, e do que considera manipulação da opinião pública do seu país - o que, segundo sua opinião, desumaniza tanto o povo israelense como os seus adversários.
Levy já recebeu prêmios por sua atuação na defesa de direitos humanos, mas, por outro lado, já foi também acusado pelo governo israelense de ser um possível risco de segurança para seu país. Foi chamado de "propagandista do Hamas", por uns, e de "heróico jornalista", por outros.
Entre outros prêmios, Levy recebeu o prêmio Anna Lindh de jornalismo em 2008, por promover o diálogo entre culturas. A Associação pelos Direitos Civis em Israel concedeu-lhe o prêmio Emil Grunzweig em 1996, por promover os direitos humanos.Suas colunas são frequentemente citadas pelo New York Times e outros jornais do mundo. O Le Monde o qualificou como um espinho no flanco de Israel Der Spiegel qualificou-do de o mais radical comentarista de Israel.
Seus oponentes, porém, consideram Levy como um anti-israelense que apoia o radicalismo palestino. Ben Dror Yemini, editor do Maariv, acusa Levy de fazer propaganda para o Hamas. Itamar Marcus, diretor do Palestinian Media Watch, escreve, no website da Arutz Sheva, publicação que apoia os assentamentos israelenses na Cisjordânia: "[One of] the current Israeli heroes [of the Hamas], from whom the Palestinians garner support for their ways, [is] Gideon Levy ..."
Gideon Ezra, membro do parlamento ligado ao partido Kadima chegou a sugerir que os serviços de segurança monitorizassem Levy, considerando-o um risco à segurança de Israel.
A escritora Irit Linur promoveu uma campanha pelo cancelamento de assinaturas do Ha'aretz em 2002. «É direito de uma pessoa ser de esquerda radical e publicar um jornal de acordo com a sua visão do mundo... No entanto, o Haaretz chegou a um ponto em que o seu antissionismo se tornou estúpido e maligno», escreveu ela.